# Türkiye Kupası 2019-2020
La Coppa di Turchia 2019-2020, nota come Ziraat Türkiye Kupası 2019-2020 per ragioni sponsorizzazione, è stata la 58ª edizione della coppa nazionale turca, iniziata il 28 agosto 2019 e terminata il 29 luglio 2020. Il torneo è stato vinto dal Trabzonspor, al nono titolo.

## Primo turno
Al primo turno accedono 44 squadre appartenenti alla Bölgesel Amatör Lig, quinto livello del campionato turco di calcio.
| Squadra 1                   | Risultato       | Squadra 2            |
| --------------------------- | --------------- | -------------------- |
| 28 agosto 2019              |                 |                      |
| Yozgatspor 1959             | 0 – 0 (4-2 dtr) | Aksarayspor          |
| Ağrıspor                    | 5 – 0           | Iğdır Es Spor        |
| 1954 Kelkit Belediyespor    | 0 – 0 (5-4 dtr) | Çarşambaspor         |
| Yeşilyurt Belediyespor      | 5 – 0           | Bingölspor           |
| İçel İdmanyurdu Spor Kulübü | 1 – 0           | Bartınspor           |
| Kastamonu Özel İdare KHS    | 1 – 1 (3-2 dtr) | Kepez Belediyespor   |
| 1877 Alemdağspor            | 3 – 1           | Modafen              |
| Derince Belediyespor        | 2 – 3 (dts)     | Edirnespor Gençlik   |
| Maltepespor                 | 1 – 0           | Hendek Spor          |
| Somaspor                    | 1 – 1 (4-3 dtr) | Akşehirspor          |
| 29 agosto 2019              |                 |                      |
| Mus Menderesspor            | 2 – 1           | Bitlis Ozguzeldere   |
| Çankırıspor                 | 2 – 0           | Boyabat 1868 Spor    |
| Görelespor                  | 1 – 0           | Merzifonspor         |
| Karsspor                    | 1 – 0           | Hoçvan Spor          |
| Kilis Belediyespor          | 1 – 0 (dts)     | Dersim Spor          |
| Mardin BB                   | 2 – 1           | Kahta 02 Spor        |
| Yuksekova                   | 0 – 2           | Siirtspor            |
| Çubukspor 1959              | 1 – 3           | Türk Metal Kırıkkale |
| Karaman                     | 1 – 0           | Bucak Oğuzhanspor    |
| Bursa Yıldırımspor          | 1 – 0           | Bozüyükspor          |
| Tavşanlı Linyitspor         | 1 – 0           | Isparta Davrazspor   |
| Yalova Kadıköy              | 0 – 0 (3-4 dtr) | Bigaspor             |

## Secondo turno
Al secondo turno accedono le 22 squadre vincenti il primo turno e 44 squadre della TFF 3. Lig.
| Squadra 1                   | Risultato       | Squadra 2                |
| --------------------------- | --------------- | ------------------------ |
| 10 settembre 2019           |                 |                          |
| Karsspor                    | 0 – 0 (3-4 dtr) | Pazarspor                |
| Kemerspor                   | 2 – 0           | Karamanspor              |
| Yeni Orduspor               | 0 – 2           | Fatsa Belediyespor       |
| 1877 Alemdağspor            | 2 – 0           | Çatalcaspor              |
| Kocaelispor                 | 3 – 1           | Gölcükspor               |
| İçel İdmanyurdu Spor Kulübü | 1 – 0           | Serik Belediyespor       |
| 11 settembre 2019           |                 |                          |
| Ağrıspor                    | 3 – 3 (4-2 dtr) | Artvin Hopaspor          |
| Batman Petrolspor           | 1 – 3           | Mardin BB                |
| Cizrespor                   | 1 – 1 (5-6 dtr) | Diyarbakırspor           |
| Görelespor                  | 3 – 0           | Yomraspor                |
| Karaköprü Bld               | 1 – 2           | Siirtspor                |
| 1954 Kelkit Belediyespor    | 1 – 0           | Ofspor                   |
| Yeşilyurt Belediyespor      | 0 – 5           | Elazığ Belediyespor      |
| Çankırıspor                 | 5 – 2           | Kastamonu Özel İdare KHS |
| Altındağ SK                 | 1 – 2           | Yozgatspor 1959          |
| Adliyespor                  | 1 – 4           | Türk Metal Kırıkkale     |
| Erzin Bld                   | 3 – 1           | Kilis Belediyespor       |
| Kozan Bld                   | 0 – 3           | Payas Belediyespor       |
| Nevşehirspor Gençlik        | 0 – 1           | Osmaniyespor             |
| Tokatspor                   | 0 – 2           | Erbaaspor                |
| Bayrampaşaspor              | 4 – 1           | Bigaspor                 |
| Düzcespor                   | 0 – 2           | Darıca Gençlerbirliği    |
| Maltepespor                 | 1 – 3           | Esenler Erokspor         |
| Manisaspor                  | 1 – 2           | Turgutluspor             |
| Sile Yildizspor             | 1 – 2 (dts)     | Karacabey Birlikspor     |
| Silivrispor                 | 2 – 0 (dts)     | Bursa Yıldırımspor       |
| Tavşanlı Linyitspor         | 0 – 1           | Somaspor                 |
| Tepecik Belediyespor        | 1 – 0           | Halide                   |
| Tirespor                    | 2 – 2 (3-5 dtr) | Nazilli Belediyespor     |
| Fethiyespor                 | 3 – 2           | Kizilcabolukspor         |
| 12 settembre 2019           |                 |                          |
| Erzincanspor                | 3 – 1           | Mus Menderesspor         |
| Sultanbeyli Bld             | 0 – 1           | Edirnespor Gençlik       |
| Karşıyaka                   | 0 – 0 (2-4 dtr) | Muğlaspor                |

## Terzo turno
Al terzo turno accedono le 33 squadre vincenti il secondo turno, 18 squadre provenienti dalla TFF 1. Lig, 36 provenienti dalla TFF 2. Lig e 5 provenienti dalla Süper Lig.
| Squadra 1            | Risultato       | Squadra 2                   |
| -------------------- | --------------- | --------------------------- |
| 24 settembre 2019    |                 |                             |
| Çorumspor            | 0 – 1           | Kasımpaşa                   |
| Mardin BB            | 0 – 2 (dts)     | Altay                       |
| Payas Belediyespor   | 1 – 1 (4-2 dtr) | Boluspor                    |
| 1877 Alemdağspor     | 0 – 3           | Sancaktepe                  |
| Edirnespor Gençlik   | 3 – 4 (dts)     | Erzurumspor FK              |
| Esenler Erokspor     | 1 – 0           | Utaş Uşakspor               |
| Karacabey Birlikspor | 2 – 0           | Ümraniyespor                |
| Muğlaspor            | 1 – 3           | Bursaspor                   |
| Somaspor             | 1 – 2           | Keçiörengücü                |
| Altınordu            | 0 – 0 (4-2 dtr) | 1922 Konyaspor              |
| Şanlıurfaspor        | 0 – 1 (dts)     | Erzincanspor                |
| Balıkesirspor        | 0 – 1           | Vanspor                     |
| Adanaspor            | 3 – 1 (dts)     | Fethiyespor                 |
| Amed                 | 4 – 1           | Ağrıspor                    |
| Ankaraspor           | 1 – 1 (4-5 dtr) | İçel İdmanyurdu Spor Kulübü |
| Kocaelispor          | 0 – 1           | Sivas Belediye Spor         |
| 25 settembre 2019    |                 |                             |
| Hacettepe            | 0 – 4           | Denizlispor                 |
| Elazığspor           | 0 – 1           | Tepecik Belediyespor        |
| Erzin Bld            | 1 – 4           | İnegölspor                  |
| Fatsa Belediyespor   | 0 – 4           | Samsunspor                  |
| Görelespor           | 4 – 1           | Giresunspor                 |
| Düzyurtspor          | 2 – 0 (dts)     | Adana Demirspor             |
| Ankara Demirspor     | 1 – 2 (dts)     | Bugsaşspor                  |
| Kemerspor            | 2 – 2 (4-2 dtr) | Sarıyer                     |
| Zonguldakspor        | 2 – 2 (4-5 dtr) | Niğde                       |
| Bandırmaspor         | 2 – 1 (dts)     | Etimesgut Belediyespor      |
| Bodrumspor           | 3 – 0           | Erbaaspor                   |
| Ergene Velimeşe      | 1 – 4           | Eyüpspor                    |
| Kırklarelispor       | 1 – 0           | 1954 Kelkit Belediyespor    |
| Manisa               | 2 – 1           | Elazığ Belediyespor         |
| Menemen              | 2 – 1           | Kırşehirspor                |
| Pendikspor           | 0 – 3           | Turgutluspor                |
| Silivrispor          | 1 – 2           | Kastamonuspor               |
| Tuzlaspor            | 2 – 1           | Nazilli Belediyespor        |
| İstanbulspor         | 3 – 2 (dts)     | Pazarspor                   |
| Kahramanmaraşspor    | 1 – 4           | Fatih Karagümrük            |
| Diyarbakırspor       | 2 – 1           | Eskişehirspor               |
| Afjet Afyonspor      | 0 – 1           | Bayrampaşaspor              |
| Karabükspor          | 1 – 1 (5-6 dtr) | Gümüşhanespor               |
| Tarsus İdman Yurdu   | 4 – 0           | Darıca Gençlerbirliği       |
| Göztepe              | 3 – 0           | Yozgatspor 1959             |
| 26 settembre 2019    |                 |                             |
| Türk Metal Kırıkkale | 0 – 4           | Gaziantep                   |
| Hatayspor            | 0 – 1           | Siirtspor                   |
| Gençlerbirliği       | 2 – 0           | Osmaniyespor                |
| Akhisar Belediyespor | 0 – 0 (2-4 dtr) | Bayburtspor                 |
| Sakaryaspor          | 1 – 1 (3-4 dtr) | Çankırıspor                 |

## Quarto turno
Al quarto turno accedono le 46 squadre vincenti il terzo turno e 8 squadre provenienti dalla Süper Lig.
| Squadra 1            | Risultato       | Squadra 2                   |
| -------------------- | --------------- | --------------------------- |
| 29 ottobre 2019      |                 |                             |
| Çankırıspor          | 1 – 3           | Çaykur Rizespor             |
| Altınordu            | 3 – 1           | Amed                        |
| Düzyurtspor          | 3 – 0           | Menemen                     |
| Niğde                | 0 – 0 (2-3 dtr) | Antalyaspor                 |
| Eyüpspor             | 1 – 0 (dts)     | Konyaspor                   |
| Altay                | 1 – 0           | Görelespor                  |
| Adanaspor            | 3 – 0           | Diyarbakırspor              |
| Alanyaspor           | 3 – 0           | İnegölspor                  |
| 30 ottobre 2019      |                 |                             |
| Vanspor              | 1 – 0           | Sancaktepe                  |
| Gümüşhanespor        | 0 – 3           | Samsunspor                  |
| Kastamonuspor        | 1 – 1 (4-5 dtr) | Erzincanspor                |
| Keçiörengücü         | 3 – 1           | Siirtspor                   |
| Payas Belediyespor   | 2 – 3           | Manisa                      |
| Kemerspor            | 2 – 3           | Kasımpaşa                   |
| İstanbulspor         | 5 – 2 (dts)     | Tepecik Belediyespor        |
| Karacabey Birlikspor | 1 – 3           | Tuzlaspor                   |
| Fatih Karagümrük     | 4 – 1           | Bandırmaspor                |
| Erzurumspor FK       | 3 – 1           | Bodrumspor                  |
| Gençlerbirliği       | 0 – 2           | Esenler Erokspor            |
| Göztepe              | 3 – 0           | Sivas Belediye Spor         |
| Tarsus İdman Yurdu   | 1 – 3           | Fenerbahçe                  |
| 31 ottobre 2019      |                 |                             |
| Bayburtspor          | 1 – 2           | Bursaspor                   |
| Bugsaşspor           | 0 – 6           | Sivasspor                   |
| Kırklarelispor       | 1 – 0           | Ankaragücü                  |
| Kayserispor          | 2 – 0 (dts)     | Bayrampaşaspor              |
| Gaziantep            | 3 – 0           | Turgutluspor                |
| Denizlispor          | 4 – 1           | İçel İdmanyurdu Spor Kulübü |

## Quinto turno
Al quinto turno accedono le 27 squadre vincenti il quarto turno preliminare, le migliori 5 squadre della Süper Lig 2018-2019.
| Squadra 1                     | Totale      | Squadra 2           | Andata | Ritorno     |
| ----------------------------- | ----------- | ------------------- | ------ | ----------- |
| 3 dicembre / 17 dicembre 2019 |             |                     |        |             |
| Alanyaspor                    | 12 – 2      | Adanaspor           | 5 – 1  | 7 – 1       |
| 3 dicembre / 18 dicembre 2019 |             |                     |        |             |
| Esenler Erokspor              | 1 – 2       | Sivasspor           | 0 – 2  | 1 – 0       |
| Fatih Karagümrük              | 2 – 4       | Göztepe             | 1 – 2  | 1 – 2       |
| Yeni Malatyaspor              | 5 – 3       | Keçiörengücü        | 3 – 1  | 2 – 2       |
| Fenerbahçe                    | 6 – 0       | İstanbulspor        | 4 – 0  | 2 – 0       |
| 4 dicembre / 17 dicembre 2019 |             |                     |        |             |
| Eyüpspor                      | 2 – 5       | Antalyaspor         | 0 – 3  | 2 – 2       |
| Galatasaray                   | 4 – 2       | Tuzlaspor           | 0 – 2  | 4 – 0       |
| Kasımpaşa                     | 4 – 3       | Vanspor             | 2 – 1  | 2 – 2 (dts) |
| 4 dicembre / 19 dicembre 2019 |             |                     |        |             |
| Düzyurtspor                   | 0 – 3       | İstanbul Başakşehir | 0 – 1  | 0 – 2       |
| Erzurumspor FK                | 5 – 4       | Bursaspor           | 4 – 2  | 1 – 2       |
| Altay                         | 2 – 6       | Trabzonspor         | 1 – 2  | 1 – 4       |
| 5 dicembre / 17 dicembre 2019 |             |                     |        |             |
| Çaykur Rizespor               | 4 – 3       | Samsunspor          | 3 – 2  | 1 – 1       |
| 5 dicembre / 18 dicembre 2019 |             |                     |        |             |
| Beşiktaş                      | 3 – 2       | Erzincanspor        | 3 – 0  | 0 – 2       |
| Kırklarelispor                | 4 – 4 (gfc) | Gaziantep           | 2 – 1  | 2 – 3       |
| 5 dicembre / 19 dicembre 2019 |             |                     |        |             |
| Kayserispor                   | 6 – 5       | Manisa              | 3 – 2  | 3 – 3       |
| Altınordu                     | 5 – 7       | Denizlispor         | 3 – 5  | 2 – 2       |

## Ottavi di finale
| Squadra 1                         | Totale          | Squadra 2        | Andata | Ritorno     |
| --------------------------------- | --------------- | ---------------- | ------ | ----------- |
| 14 gennaio 2020 / 21 gennaio 2020 |                 |                  |        |             |
| İstanbul Başakşehir               | 1 – 1 (gfc)     | Kırklarelispor   | 1 – 1  | 0 – 0       |
| Kayserispor                       | 0 – 2           | Fenerbahçe       | 0 – 0  | 0 – 2       |
| 14 gennaio 2020 / 23 gennaio 2020 |                 |                  |        |             |
| Sivasspor                         | 5 – 2           | Yeni Malatyaspor | 4 – 0  | 1 – 2       |
| 15 gennaio 2020 / 22 gennaio 2020 |                 |                  |        |             |
| Alanyaspor                        | 5 – 4           | Kasımpaşa        | 3 – 1  | 2 – 3       |
| Erzurumspor FK                    | 6 – 4           | Beşiktaş         | 3 – 2  | 3 – 2       |
| 15 gennaio 2020 / 23 gennaio 2020 |                 |                  |        |             |
| Çaykur Rizespor                   | 2 – 3           | Galatasaray      | 1 – 1  | 1 – 2       |
| 16 gennaio 2020 / 22 gennaio 2020 |                 |                  |        |             |
| Antalyaspor                       | 6 – 5           | Göztepe          | 4 – 3  | 2 – 2       |
| 16 gennaio 2020 / 23 gennaio 2020 |                 |                  |        |             |
| Trabzonspor                       | 2 – 2 (4-2 dtr) | Denizlispor      | 2 – 0  | 0 – 2 (dts) |

## Quarti di finale
| Squadra 1                          | Totale      | Squadra 2      | Andata | Ritorno |
| ---------------------------------- | ----------- | -------------- | ------ | ------- |
| 4 febbraio 2020 / 13 febbraio 2020 |             |                |        |         |
| Trabzonspor                        | 9 – 1       | Erzurumspor FK | 5 – 0  | 4 – 1   |
| 5 febbraio 2020 / 11 febbraio 2020 |             |                |        |         |
| Kırklarelispor                     | 0 – 4       | Fenerbahçe     | 0 – 3  | 0 – 1   |
| 5 febbraio 2020 / 12 febbraio 2020 |             |                |        |         |
| Alanyaspor                         | 3 – 3 (gfc) | Galatasaray    | 2 – 0  | 1 – 3   |
| 6 febbraio 2020 / 13 febbraio 2020 |             |                |        |         |
| Antalyaspor                        | 1 – 1 (gfc) | Sivasspor      | 0 – 0  | 1 – 1   |

## Semifinali
| Squadra 1                     | Totale | Squadra 2  | Andata | Ritorno |
| ----------------------------- | ------ | ---------- | ------ | ------- |
| 3 marzo 2020 / 16 giugno 2020 |        |            |        |         |
| Trabzonspor                   | 5 – 2  | Fenerbahçe | 2 – 1  | 3 – 1   |
| 4 marzo 2020 / 18 giugno 2020 |        |            |        |         |
| Antalyaspor                   | 0 – 5  | Alanyaspor | 0 – 1  | 0 – 4   |

## Finale
| Arbitro: | Ali Palabıyık |

|                         |           |  |
| Ömür 25’ Sørloth 90+10’ | Marcatori |  |